# 大月康弘
大月 康弘（おおつき やすひろ、1962年 - ）は、日本の歴史学者・経済学者。専門は、東ローマ帝国史・ヨーロッパ経済史。一橋大学大学院経済学研究科教授。国立大学法人一橋大学理事・副学長。日経・経済図書文化賞、地中海学会ヘレンド賞受賞。

## 人物・経歴
栃木県立足利高等学校卒業。東ローマ史学者の渡辺金一に師事するため一橋大学経済学部に入学し、1985年に卒業。1987年、一橋大学大学院経済学研究科修士課程修了、1990年一橋大学大学院経済学研究科博士後期課程単位取得退学。在学中は、渡辺金一、山田欣吾、阿部謹也の三教授に師事。2005年一橋大学より博士（経済学）の学位を取得。
1990年一橋大学経済学部助手、1991年成城大学経済学部専任講師、1994年同助教授、1996年一橋大学経済学部助教授。パリ第一大学客員研究員を経て、2006年から一橋大学大学院経済学研究科教授。2015年から17年同経済学研究科長・経済学部長。2018年国立大学法人一橋大学学長補佐（図書館担当）、一橋大学附属図書館長、 一橋大学社会科学古典資料センター センター長。2020年国立大学法人一橋大学理事・副学長（総務、人事、研究、社会連携、広報担当）。
東京大学教養学部、一橋大学小平分校、成城大学経済学部、慶應義塾大学文学部、共立女子大学国際文化学部、東京大学文学部、北海道大学文学部、大阪大学文学部、東北大学文学部等で非常勤講師、また、慶應義塾大学言語文化研究所兼任所員、国際日本文化研究センター共同研究員、早稲田大学ヨーロッパ中世・ルネサンス研究所招聘研究員。EUインスティテュート東京コンソーシアム執行委員長、EUSI Tokyo所長。西洋中世学会常任委員、社会経済史学会常任理事等を務めた。2005年より一橋大学柔道部部長。
1997年に第2回地中海学会ヘレンド賞受賞、2006年に『帝国と慈善 ビザンツ』で第49回日経・経済図書文化賞を受賞。

## 著作

### 単著
- 『帝国と慈善 ビザンツ』創文社、2005年7月。 ※日経・経済図書文化賞（第49回）受賞
- 『ヨーロッパ 時空の交差点』創文社、2015年12月
- 『コンスタンティノープル使節記』知泉書館、2019年12月（※リウトプランドの原文全訳＋註および論文）
- 『ユスティニアヌス大帝 : 世界に君臨するキリスト教ローマ皇帝』山川出版社〈世界史リブレット〉、2023年3月
- 『ヨーロッパ史　拡大と統合の力学』岩波新書、2024年1月

### 訳書
- ピエール・マラヴァル『皇帝ユスティニアヌス』白水社〈文庫クセジュ〉、2005年1月
- ベルナール・フリューザン『ビザンツ文明 : キリスト教ローマ帝国の伝統と変容』白水社〈文庫クセジュ〉、2009年7月
- マガリ・クメール, ブリューノ・デュメジル『ヨーロッパとゲルマン部族国家』小澤雄太郎と共訳、白水社〈文庫クセジュ〉、2019年5月

### テレビ出演
- NHK高校講座世界史（監修・解説）[8]
- BS-i「東ローマ帝国」全5話（監修・解説）、2004年